# Союз МС-10
Союз МС-10 е пилотиран космически кораб от модификацията „Союз МС“, планиран е като полет 56S към МКС, 162-ри полет по програма „Союз“. Чрез него се предвиждало доставяне в орбита на петдесет и седма основна експедиция и е 93-ти пилотиран полет към „МКС“.

## Екипаж

### Основен
Петдесет и седма основна експедиция на МКС
- Алексей Овчинин (2) – командир
- Ник Хейг (1) – бординженер-1

### Дублиращ
- Олег Кононенко – командир
- Дейвид Сен-Жак – бординженер-1

Съставът на екипажа е утвърден на 30 ноември 2017 г. и е от трима члена. Във връзка с отлагане изстрелването на модула Наука от състава на основния екипаж е изваден Николай Тихонов, а от състава на дублиращия - Андрей Бабкин. Екипажите стават от двама, а мястото на третия член е заето с провизии за МКС. Предвиждало се космонавтите да прекарат около 187 денонощия в космоса, а в руската програма се предвиждало провеждане на 56 научни експеримента. На борда на „Союз МС-10“ е планирано завръщането на космонавта, първи гражданин на ОАЕ, който трябвало да прекара 10 денонощия на борда на МКС през април 2019 г.

## Най-важното от мисията
На 11 октомври 2018 г. ракетата-носител „Союз ФГ“ с кораба „Союз МС-10“ успешно стартира от космодрума Байконур. На 165-а секунда от полета, при стартирането на втората степен е отчетена повреда в ракетата-носител, след което се задейства САС. Спускаемият апарат се отделя от кораба и се приземява след суборбитален полет. Мястото на приземяване е около 400 km от космодрума, на около 20 km от град Жезказган, Казахстан. Приземяването на екипажа протича нормално, при което изпитва натоварване от около 6 g. Последната авария с пилотиран кораб от типа Союз става на 26 септември 1983 г. с кораба Союз Т-10-1.
До изясняване причините за аварията се преустановени полетите на ракетите-носител Союз.
- запалване двигателите на ракетата
- „Союз МС-10“ в полет
- Отделянето на първата степен
- Посрещане на екипажа след завръщането си в Байконур